# Radnótfája

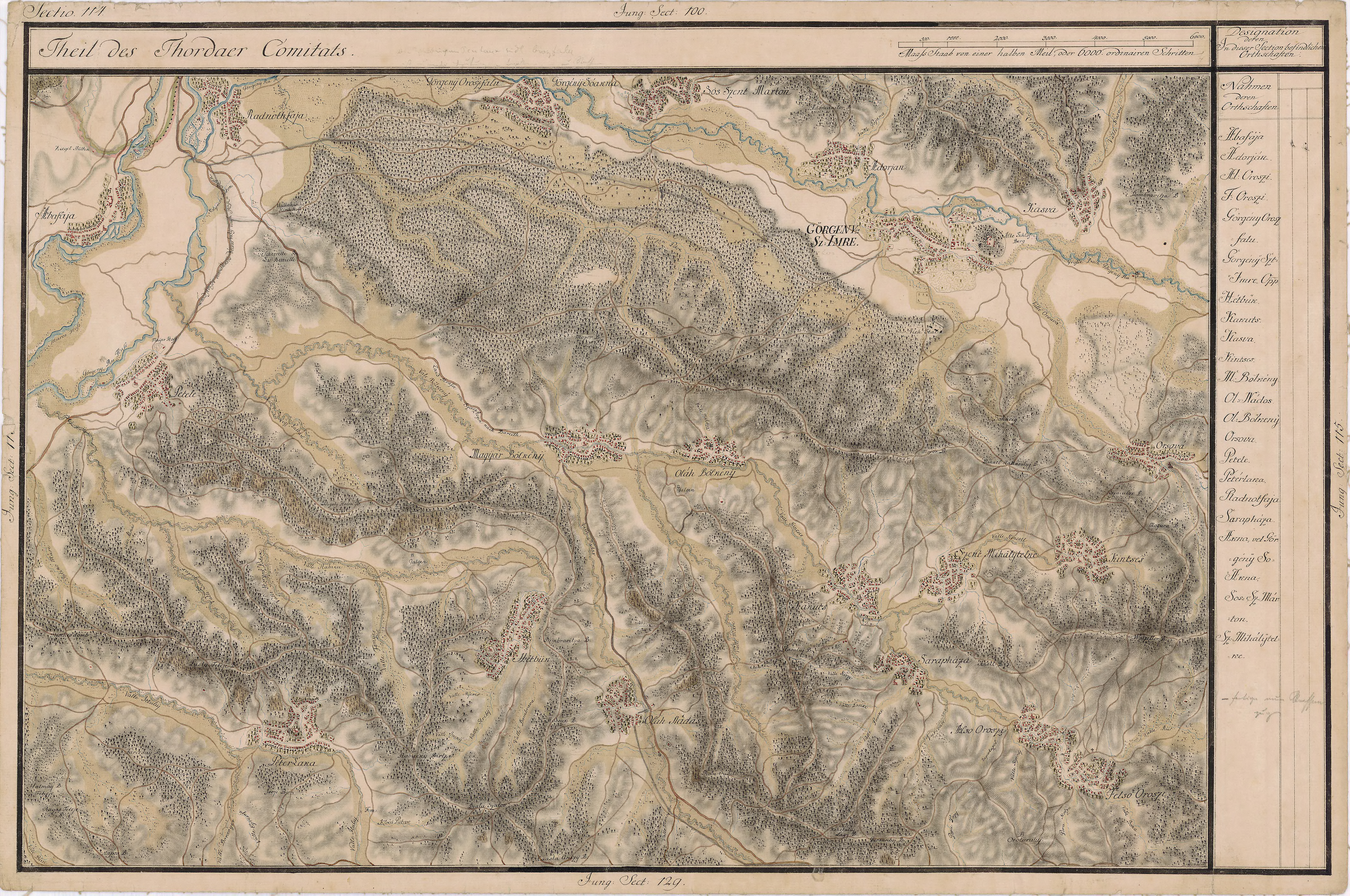
Radnótfája környéke 1769–1773 között

Radnótfája (románul Iernuțeni, németül Etschdorf): Szászrégen településrésze Romániában Maros megyében.

## Fekvése
Szászrégen központjának délkeleti szomszédságában a Maros és a Görgény összefolyásánál fekszik, 1956-óta Szászrégen része.

## Nevének eredete
Neve az ősi birtokos Kökényes-Radnót nemzetség nevéből származik.

## Története
A falunak már 1332-ben volt temploma, ekkor Arnoldfaia néven szerepel. 1453-tól a görgényi várhoz tartozik, lakói a várhoz tartozó szolgálónépek voltak. 1704-ben és 1708-ban idegen seregek dúlták fel. 1708-ban, 1719-ben és 1738-ban pestis pusztított. Református temploma 1895-ben épült. 1869-ben épített görögkatolikus templomát az 1990-es években az ortodoxok lebontották, hogy újat építsenek helyette. A trianoni békeszerződésig Maros-Torda vármegye Régeni alsó járásához tartozott. 1992-ben 1373 lakosából 805 román, 564 magyar, 3 német, 1 ukrán volt.
A településen egykor a Toldalagi grófoknak és a Matskásy-családnak szép kastélyai voltak.

## Itt születtek
- Itt született 1869. december 4-én Kol Ferenc okleveles mérnök, postaműszaki főigazgató, helyettes államtitkár
- Itt született 1929. szeptember 5-én Kis Zoltán biológus, egyetemi oktató, élettani szakíró, publicista.
- Itt született 1933. március 27-én Lázár Sándor pszichológus, pedagógus, neveléspszichológiai kutató, egyetemi oktató.